# Городок (Ярославская область)
Городо́к — деревня на территории Николо-Кормской сельской администрации Покровского сельского поселения Рыбинского района Ярославской области . Ближайшая к северу деревня, Бабурино, уже на территории Глебовского сельского поселения. В деревне находится ряд памятников истории и культуры.
Деревня расположена на высоком обрывистом правом берегу Волги, выше Рыбинского водохранилища, строго говоря, в лоциях и на картах этот участок Волги обычно обозначается как Рыбинское водохранилище, так как в настоящее время Волга здесь шире естественного русла. Волга на этом участке течёт в направлении с юга на север, соответственно ориентирована и деревня. Здесь параллельно берегу Волги практически непрерывной полосой следуют деревни Бабурино, Городок, Крутец, Малое и Большое Высоко.
Основная улица деревни проходит вдоль старинного тракта, проходящего параллельно берегу Волги через названные деревни (в Городке сохранилась булыжная мостовая, которой когда-то был вымощен весь тракт). В северной части деревни в глубоком овраге протекает ручей, который впадает в Волгу под острым углом, на этом высоком мысу расположена церковь, а деревенская улица подымается по пологому склону этого оврага несколько в стороне от Волги.
В деревне находится разрушающаяся церковь Спаса Преображения. Она расположена на крутом волжском берегу, между основной деревенской улицей и берегом. В ансамбль церкви входят три отдельных строения: собственно храм, дом причта и отдельно стоящая колокольня. Храм построен в 1783 г. — 1827 г. В XVIII веке был возведён основной четверик храма. В XIX веке к нему пристроена большая трапезная и паперть. Колокольня конца XVIII века построена юго-восточнее алтаря, очевидно строители не рискнули строить колокольню традиционно с западной части из-за близости крутого обрыва. Дом причта датируется первой половиной XIX века. Кроме естественного разрушения храмовому комплексу угрожает подмытие и обрушения берега, процессы, связанные с поднятием уровня вод после заполнения Рыбинского водохранилища. В последние годы были проведены работы по укреплению берега.
На северной окраине деревни находился археологический памятник — городище V в. до н. э. — V в., уничтоженное во время проведения берегоукрепительных работ летом 2009 года.
Ещё один памятник истории и культуры в деревне — школа, в которой окончил 4 класса знаменитый советский подводник Герой Советского Союза, контр-адмирал Колышкин И. А., который родился в соседней деревне — Крутец. Деревянное здание школы расположено на южной окраине деревни в наиболее высокой точке.
Село Городок указано на плане Генерального межевания Рыбинского уезда 1792 года.
В районе Бабурино-Городок на волжском обрыве находится геологический памятник: современное обнажение мелового периода. В нём найдено 5 новых видов ископаемых животных.
Основу составляет традиционная застройка, рубленные избы, фасадами на улицу. Однако деревня не выглядит запустелой, так как активно используется дачниками. По почтовым данным в деревне 53 дома.
В обход с восточной, дальней от Волги стороны, построена автомобильная дорога к Коприно и Ларионово, ответвляющаяся в селе Николо Корма от трассы Р104 на участке Углич-Рыбинск. Дорога эта идет параллельно берегу Волги и удобна для доступа жителей Москвы к развивающемуся в районе села Коприно курорта. Транспорт — железнодорожный через станцию Кобостово, до которой около 4 км. Продовольственные магазины на станции Кобостово и в деревне Большое Высоко. Администрация сельского поселения в поселке и центр врача общей практики находится в посёлке Искра Октября. Центр Николо-Кормской сельской администрации, отделение почты, школа, клуб в селе Никольское. Церковный приход в настоящее время в селе Николо-Корма.

## Население
| 1859 | 1914 | 2002 | 2007 | 2010 |
| ---- | ---- | ---- | ---- | ---- |
| 117  | ↗144 | ↘9   | ↘2   | ↗5   |

Численность постоянного населения на 1 января 2007 года — 2 человека. 